# (35159) 1993 LH1
1993 LH1 (asteroide 35159) é um asteroide da cintura principal. Possui uma excentricidade de 0.11129350 e uma inclinação de 14.45355º.
Este asteroide foi descoberto no dia 13 de junho de 1993 por Robert H. McNaught em Siding Spring.